# Дуду (Телеорман)
Дуду (рум. Dudu) насеље је у Румунији у округу Телеорман у општини Плопиј Славицешти. Oпштина се налази на надморској висини од 84 m.

## Становништво
Према подацима из 2002. године у насељу је живело 925 становника, од којих су сви румунске националности.